# 1. deild islandzka w piłce nożnej (2002)
1. deild 2002 – 48. edycja 2 poziomu rozgrywek piłki nożnej na Islandii. 
Brało w niej udział 10 drużyn, które w okresie od 20 maja do 14 września 2002 rozegrały 18 kolejki meczów. 
Promocję uzyskały Valur i Þróttur Reykjavík.

## Drużyny
| Uczestnicy poprzedniej edycji                                                                                 | Uczestnicy poprzedniej edycji | Uczestnicy poprzedniej edycji | Uczestnicy poprzedniej edycji |
| --- | ----------------------------- | ----------------------------- | ----------------------------- |
| ÞRR | Þróttur Reykjavík             | 3                             |                               |
| STJ | Stjarnan                      | 4                             |                               |
| LEI | Leiftur                       | 5                             |                               |
| VÍR | Víkingur Reykjavík            | 6                             |                               |
| DAL | Dalvík                        | 7                             |                               |
| ÍRE | ÍR                            | 8                             |                               |
| L/D | Leiftur/Dalvík                | [ a ]                         |                               |
| Spadek z Úrvalsdeild                                                                                          |                               |                               |                               |
| VAL | Valur                         | 9                             |                               |
| BRE | Breiðablik                    | 10                            |                               |
| Awans z 2. deild karla                                                                                        |                               |                               |                               |
| HAU | Haukar                        | 1                             |                               |
| SIN | Sindri                        | 2                             |                               |
| AFT | Afturelding                   | 3                             |                               |
| Oznaczenia: - kolumna pierwsza – skróty nazw drużyn, - kolumna trzecia – miejsce zajęte w poprzednim sezonie. |                               |                               |                               |

## Tabela
| Lp. | Drużyna               | M  | Z  | R | P  | B+ | B- | +/– | Pkt | Awans lub spadek         |
| --- | --------------------- | -- | -- | - | -- | -- | -- | --- | --- | ------------------------ |
| 1   | Valur (M, A)          | 18 | 12 | 3 | 3  | 34 | 12 | +22 | 39  | awans do Úrvalsdeild     |
| 2   | Þróttur Reykjavík (A) | 18 | 10 | 3 | 5  | 40 | 21 | +19 | 33  | awans do Úrvalsdeild     |
| 3   | Stjarnan              | 18 | 10 | 3 | 5  | 37 | 28 | +9  | 33  |                          |
| 4   | Afturelding           | 18 | 7  | 6 | 5  | 30 | 29 | +1  | 27  |                          |
| 5   | Víkingur Reykjavík    | 18 | 7  | 4 | 7  | 29 | 28 | +1  | 25  |                          |
| 6   | Haukar                | 18 | 6  | 6 | 6  | 26 | 22 | +4  | 24  |                          |
| 7   | Breiðablik            | 18 | 7  | 2 | 9  | 29 | 31 | −2  | 23  |                          |
| 8   | Leiftur/Dalvík        | 18 | 4  | 6 | 8  | 25 | 34 | −9  | 18  |                          |
| 9   | ÍR Reykjavík (S)      | 18 | 4  | 4 | 10 | 15 | 39 | −24 | 16  | spadek do 2. deild karla |
| 10  | Sindri (S)            | 18 | 3  | 3 | 12 | 14 | 35 | −21 | 12  | spadek do 2. deild karla |

## Wyniki
| Gospodarz \ Gość   | AFT | BRE | HAU | ÍR  | L/D | SIN | STJ | VAL | VÍK | ÞRÓ |
| ------------------ | --- | --- | --- | --- | --- | --- | --- | --- | --- | --- |
| Afturelding        |     | 1–3 | 1–1 | 1–0 | 4–2 | 0–1 | 1–4 | 1–1 | 2–1 | 0–0 |
| Breiðablik         | 7–4 |     | 1–3 | 0–0 | 1–2 | 2–3 | 0–2 | 1–1 | 3–4 | 2–0 |
| Haukar             | 1–2 | 2–0 |     | 0–0 | 2–2 | 2–0 | 1–2 | 0–0 | 0–0 | 1–4 |
| ÍR Reykjavík       | 0–0 | 1–0 | 0–3 |     | 0–3 | 3–0 | 3–3 | 0–2 | 0–4 | 3–1 |
| Leiftur/Dalvík     | 1–5 | 1–2 | 3–3 | 3–0 |     | 5–2 | 0–1 | 0–2 | 0–0 | 1–1 |
| Sindri             | 0–1 | 1–2 | 0–1 | 1–2 | 1–1 |     | 2–2 | 1–0 | 0–0 | 2–4 |
| Stjarnan           | 4–4 | 1–2 | 0–4 | 3–2 | 2–0 | 1–0 |     | 5–1 | 2–0 | 1–2 |
| Valur              | 1–0 | 2–1 | 1–0 | 5–1 | 4–0 | 2–0 | 2–0 |     | 2–0 | 0–1 |
| Víkingur Reykjavík | 2–2 | 0–2 | 4–2 | 5–0 | 3–0 | 2–0 | 2–1 | 0–4 |     | 2–5 |
| Þróttur Reykjavík  | 0–1 | 3–0 | 2–0 | 5–0 | 1–1 | 5–0 | 2–3 | 1–4 | 3–0 |     |

## Najlepsi strzelcy
| Bramki | Strzelcy                    | Drużyna           |
| ------ | --------------------------- | ----------------- |
| 12     | Þorvaldur Már Guðmundsson   | Afturelding       |
| 11     | Brynjar Sverrisson          | Þróttur Reykjavík |
| 9      | Sævar Eyjólfsson            | Haukar            |
| 8      | Sigurbjörn Örn Hreiðarsson  | Valur             |
| 8      | Magnús Már Lúðvíksson       | Valur             |
| 8      | Björgólfur Hideaki Takefusa | Þróttur Reykjavík |
| 7      | Þorleifur Árnason           | Leiftur/Dalvík    |
| 7      | Garðar Jóhannsson           | Stjarnan          |
| 7      | Ívar Sigurjónsson           | Breiðablik        |

Źródło: 